# Pseudosymblepharis bombayensis
Pseudosymblepharis bombayensis är en bladmossart som beskrevs av P. Sollman in P. Sollman och Een 1996. Pseudosymblepharis bombayensis ingår i släktet Pseudosymblepharis och familjen Pottiaceae. Inga underarter finns listade i Catalogue of Life.